# The Whole Story
The Whole Story è la prima raccolta della cantante britannica Kate Bush, pubblicata nel 1986.

## Tracce
Side 1
1. Wuthering Heights (New Vocal) – 4:57
2. Cloudbusting – 5:09
3. The Man with the Child in His Eyes – 2:38
4. Breathing – 5:28
5. Wow – 3:46
6. Hounds of Love – 3:02

Side 2
1. Running Up That Hill – 5:00
2. Army Dreamers – 3:13
3. Sat in Your Lap – 3:29
4. Experiment IV – 4:21
5. The Dreaming – 4:14
6. Babooshka – 3:29